# جاده ئی۰۱۸ اروپا
جاده ئی۰۱۸ اروپا (به انگلیسی: European route E018) یکی از جاده‌های درجه ۲ قاره اروپا است.
این جاده که در کشور قزاقستان قرار دارد، از شهر ژزقازغان شروع شده در شهر اوسپنکا به پایان میرسد.